# Mary Black (artiste)
Pour les articles homonymes, voir Black.
Ne doit pas être confondu avec Mary Black.
Mary Black, née vers 1737 à Londres où elle est morte le 24 novembre 1814, est une femme peintre anglaise connue pour ses portraits.

## Biographie
Mary Black, née à Londres, est l'aînée des deux enfants de l'artiste Thomas Black (1715-1777) et de son épouse Mary. En 1760, elle travaille comme assistante de l'artiste Allan Ramsay, produisant des copies et des reproductions d'œuvres de maîtres anciens. Elle reçoit une commande pour peindre des portraits du docteur James Mounsey, médecin à la cour de Russie, et de son cousin, le docteur Messenger Mounsey. Ce dernier tableau, un portrait de trois quarts, est conservé par le Royal College of Physicians de Londres. Pendant de nombreuses années, la peinture a été attribuée à son père. En 1768, elle expose quatre portraits avec la Society of Artists et devient membre honoraire de la société.
En plus de peindre des portraits, elle enseigne la peinture aux membres de plusieurs familles aristocratiques à la mode. Sa réussite financière lui permet de vivre de manière autonome tout en entretenant une maison avec des domestiques et un carrosse. Jamais mariée, elle meurt subitement chez elle en 1814 à Londres, vers l’âge de 77 ans.